# Föreningen Morgonrodnaden
Föreningen Morgonrodnaden, var en socialdemokratisk kvinnoförening i Kiruna, bildad 1904.
Den är känd som stadens första kvinnoförening. Det var också stadens största kvinnoförening. Föreningen tog upp frågan om kvinnlig rösträtt redan innan Föreningen för kvinnans politiska rösträtt i Kiruna bildades 1906.